# Pasquale Amodio
Pasquale Amodio (Accettura, 6 aprile 1792 – 1865) è stato un avvocato e patriota italiano.

## Biografia
Nato in una famiglia borghese, da Nicola Maria e Teresa Giannantonio, conseguì la laurea in Giurisprudenza a Napoli il 24 marzo 1824 e si trasferì a Potenza, aprendo uno studio legale. Di idee liberali e patriottiche, entrò a far parte della vendita carbonara "La Giovane Italia" capeggiata da Vincenzo d'Errico e nel 1844 aderì ad un sotto comitato liberale lucano fondato da Ferdinando Lopez Fonseca. Per tali attività, iniziò ad essere tenuto sotto sorveglianza dalla polizia borbonica.
Nel frattempo fu collaboratore del Giornale Economico–Letterario della Basilicata, in cui venivano denunciate le problematiche sociali ed economiche della regione, affiancate da proposte per migliorarne le condizioni. Amodio si soffermò sulla mancanza di collegamenti esterni ed
interni, che, oltre a determinare l'isolamento della provincia, penalizzavano fortemente la commercializzazione della produzione agricola e manifatturiera che, nonostante il clima vario che la rendeva ricca e diversificata, era destinata a rimanere sepolta all'interno dei confini provinciali.
Con la promulgazione della Costituzione, Amodio, entusiasta, pose una bandiera tricolore sul palazzo municipale di Potenza e tenne un discorso pubblico in cui espresse la sua gioia. Nel 1848, venne eletto deputato al parlamento borbonico ma, dopo il voltafaccia del re Ferdinando II, che ritirò la Costituzione e sciolse le camere, Amodio si unì alla rivolta per riottenere i diritti costituzionali. Venne arrestato il 20 luglio 1849 con l'accusa di "eccitamento alle barricate" e venne condannato a 26 anni di carcere. Durante la prigionia fu colpito da una grave malattia mentale e fu scarcerato con indulgenza sovrana il 3 ottobre 1859. Tuttavia, non riuscì mai a riprendersi dai suoi disturbi psichici, convivendo con la malattia fino al 1865, anno della sua morte.